# Scytodoidea
|  | Dieser Artikel wurde aufgrund von formalen oder inhaltlichen Mängeln in der Qualitätssicherung Biologie zur Verbesserung eingetragen. Dies geschieht, um die Qualität der Biologie-Artikel auf ein akzeptables Niveau zu bringen. Bitte hilf mit, diesen Artikel zu verbessern! Artikel, die nicht signifikant verbessert werden, können gegebenenfalls gelöscht werden. Lies dazu auch die näheren Informationen in den Mindestanforderungen an Biologie-Artikel. |

Scytodoidea ist eine Überfamilie der Echten Webspinnen, genauer der Teilordnung Haplogynae, vertreten durch 4 Familien und 432 Arten. Sie sind mit Ausnahme der Antarktis auf allen Kontinenten sowie auf zahlreichen Inseln vertreten.

## Verbreitung in Europa
In Mitteleuropa ist nur die Gattung Scytodes aus der Familie Scytodidae vertreten, mit der Gewöhnlichen Speispinne (Scytodes thoracica), der Dunklen Speispinne (Scytodes fusca), die aus Lateinamerika nach Portugal, Deutschland und in die Slowakei eingeschleppt wurde und Scytodes venusta, die aus Asien in Gewächshäuser der Niederlande eingeschleppt wurde.
In Nordeuropa lebt neben der Gewöhnlichen Speispinne noch die Art Loxosceles laeta, die aus Südamerika nach Finnland eingeschleppt wurde.
Im Mittelmeerraum leben noch Scytodes bertheloti in Spanien, Scytodes immaculata in Griechenland, Scytodes univittata in Spanien und Italien sowie die Braune Violinspinne (Loxosceles rufescens) aus der Familie Sicariidae.
In der Türkei leben drei Arten aus den Gattungen Scytodes und eine Art der Gattung Loxosceles, nämlich Scytodes thoracica im europäischen und asiatischen Teil der Türkei, Scytodes kinzelbachi und Scytodes velutina im asiatischen Teil der Türkei sowie Loxosceles rufescens im europäischen und asiatischen Teil.

## Systematik
Die Überfamilie enthält folgende Familien und Gattungen:
- Drymusidae
  - Drymusa – 12 Arten in der Karibik und Südamerika
  - Izithunzi – 5 Arten in Südafrika
- Periegopidae
  - Periegops – 3 Arten in Australien und Neuseeland
- Scytodidae
  - Dictis – 6 Arten von Ostasien bis Australien
  - Scyloxes – 1 Art in Tadschikistan
  - Scytodes – 222 Arten auf allen Kontinenten außer der Antarktis
  - Soeuria – 1 Art auf den Seychellen
  - Stedocys – 13 Arten von Ostasien bis Südostasien
- Sicariidae
  - Hexophthalma – 8 Arten in Namibia und Südafrika
  - Loxosceles – 139 Arten auf allen Kontinenten außer der Antarktis
  - Sicarius – 21 Arten in Lateinamerika